# 임정운
임정운(본명 : 홍재성, 1976년 ~ )는 대한민국의 배우이다.

## 학력
- 서일대학 연극영화과

## 출연작

### 영화
- 《공기살인》 (2022년) - 식약처 역
- 《악인은 너무 많다 2: 제주 실종사건의 전말》 (2021년) - 병도 역
- 《젊은이의 양지》 (2020년) - 대화그룹 면접관1 역
- 《유리정원》 (2017년) - 현 역
- 《함정》 (2015년) - 대리 역
- 《악인은 살아 있다》 (2015년) - 김태욱 역
- 《철가방 우수 씨》 (2012년) - 병원 원무과장 역
- 《특수본》 (2011년) - 보좌관 역
- 《챔프》 (2011년) - 김 기자 역
- 《모비딕》 (2011년) - 리포터1 역
- 《체포왕》 (2011년) - 피해자 남편 역
- 《김복남 살인 사건의 전말》 (2010년) - 장 경사 역
- 《파괴된 사나이》 (2010년) - 처남 역
- 《백야행 - 하얀 어둠 속을 걷다》 (2009년) - 박 기사 역
- 《집행자》 (2009년) - 기자 역
- 《요가학원》 (2009년) - 박 피디 역
- 《핸드폰》 (2009년) - 산부인과 의사 역
- 《비스티 보이즈》 (2008년) - 세훈 역
- 《바보》 (2008년) - 동사무소 남자직원 역
- 《추격자》 (2008년) - 김 형사 역
- 《키로기》 (2007년)
- 《싸움》 (2007년) - 병원의사 역
- 《뷰티풀 선데이》 (2007년) - 경찰관 역
- 《여름이 가기 전에》 (2007년) - 대학원 조교 역
- 《연애, 그 참을 수 없는 가벼움》 (2006년) - 작업남 역
- 《어느날 갑자기 세 번째 이야기 - D-day》 (2006년) - 선생 5 역
- 《비열한 거리》 (2006년) - 구두 매장 점원 역
- 《가족의 탄생》 (2006년) - 상호 역
- 《달콤, 살벌한 연인》 (2006년) - 매장 직원 역
- 《방과후 옥상》 (2006년) - 생물선생 역

### 드라마
- 2011년 MBC 《최고의 사랑》 - 기자 역